# Turbinicarpus viereckii
Espèce
Synonymes
- Echinocactus viereckii Werderm.[2] [3]
- Gymnocactus viereckii (Werderm.) Backeb.[3]
- Neolloydia viereckii (Werderm.) F. M. Knuth[3]
- Thelocactus viereckii (Werderm.) Bravo[3]
- Turbinicarpus viereckii subsp. viereckii[1]

Statut de conservation UICN

 LC  : Préoccupation mineure
Turbinicarpus viereckii est une espèce de plantes à fleurs de la famille des Cactaceae et du genre Turbinicarpus. C'est un cactus endémique des déserts chauds des États de Tamaulipas, Nuevo León et San Luis Potosí au nord-est du Mexique.

## Liste des sous-espèces
Selon The Plant List (14 mai 2017) :
- sous-espèce Turbinicarpus viereckii subsp. major (Glass & R.A. Foster) Glass

Selon Tropicos (14 mai 2017) (Attention liste brute contenant possiblement des synonymes) :
- sous-espèce Turbinicarpus viereckii subsp. major (Glass & R.A. Foster) Glass
- sous-espèce Turbinicarpus viereckii subsp. viereckii